# Richard Robb
Richard Alexander Robb (1901-1977) est un mathématicien, statisticien et astronome écossais.
Sportif passionné, il est un champion de sprint écossais et représente la Grande-Bretagne aux Jeux olympiques d'été de 1928 à Amsterdam dans l'équipe de sprint (mais ne remporte aucune médaille).

## Biographie
Il est né à Glasgow le 7 septembre 1901. Il fait ses études à la Queen's Park School et, en 1918, il entre à l'Université de Glasgow pour étudier les mathématiques et la philosophie naturelle (physique). Il gagne une bourse Walter Scott pour l'aider dans ses dépenses. Il est diplômé MA avec distinction en 1922 et BSc en 1923. Gagnant une autre bourse Euing et une bourse du Fonds du Commonwealth, il fait des études de troisième cycle à l'Université du Michigan de 1926 à 1928. De retour à l'université de Glasgow, il commence alors à donner des cours de mathématiques.
En 1929, il est élu Fellow de la Royal Society of Edinburgh avec comme proposants Thomas Murray MacRobert, John McWhan, Donald McArthur et William Arthur. Il est élu membre de la Royal Astronomical Society en 1931. Il est président de l'Edinburgh Mathematical Society 1934-35.
Il passe quelque temps à l'Université de Lund en Suède, étudiant l'astronomie et à son retour obtient son premier doctorat (DSc) à Glasgow en 1936. En 1944, il devient le Mitchell Lecturer in Statistics.
Il prend sa retraite en 1966 et est décédé le 22 mars 1977 à Eaglesham, où il vivait avec sa sœur.